# Bridgette Andersen
Marriah Bridget Andersen (n. 11 iulie 1975, Inglewood, California, SUA – d. 18 mai 1997, Los Angeles, California) a fost o actriță și fotomodel american.

## Biografie
Andersen a fost fiica lui Frank Glas și Teresa Anderson. Din partea mamei, Bridget face parte din urmașii scriitorului danez Hans Christian Andersen. La vârsta de doi ani, a declarat că vrea să devină actriță. La aceeași vârstă, Bridget citea cursiv, cartea ei preferată fiind romanul Bătrânul și marea scrisă de Ernest Hemingway. Bridget Andersen debutează în 1982 în filmul Washington Mistress, o dramă a lui Peter Levins, urmat de comedia Robotul cu inimă.

## Filmografie
| Film        | Film                             | Film                     | Film                                   |
| Anul        | Film                             | Rol                      | Note                                   |
| ----------- | -------------------------------- | ------------------------ | -------------------------------------- |
| 1982        | Savannah Smiles                  | Savannah                 |                                        |
| 1983        | Nightmares                       | Brooke Houston           | Segment: „Night of the Rat”            |
| 1985        | Fever Pitch                      | Amy                      |                                        |
| 1987        | Too Much                         | Susie                    |                                        |
| Televiziune |                                  |                          |                                        |
| Anul        | Titlu                            | Rol                      | Note                                   |
| 1982        | Washington Mistress              | Jenny                    | Film de televiziune                    |
| 1982        | King's Crossing                  | Mimi Hadary              | 1 episod                               |
| 1982        | Mae West                         | Mae (în vârstă de 7 ani) | Film de televiziune                    |
| 1982        | Family Ties                      | Young Mallory            | Episod: „A Christmas Story”            |
| 1983        | Gun Shy                          | Celia                    | 6 episoade                             |
| 1983        | Fantasy Island                   |                          | 1 episod                               |
| 1983        | Faerie Tale Theatre              | Gretel                   | Episod: „Hansel and Gretel”            |
| 1984        | Remington Steele                 | Angel Gallen             | Episod: „Blood Is Thicker Than Steele” |
| 1984        | The Mississippi                  | Abagail Marshall         | 1 episod                               |
| 1984        | The Return of Marcus Welby, M.D. |                          | Film de televiziune                    |
| 1985        | A Summer to Remember             | Jill                     | Film de televiziune                    |
| 1985        | Hotel                            | Lindsay Pomeroy          | 1 episod                               |
| 1986        | The Golden Girls                 | Charley                  | Episod: „The Truth Will Out”           |
| 1986        | Between Two Women                | Kate Petherton           | Film de televiziune                    |
| 1986        | The Parent Trap II               | Mary Grand               | Film de televiziune                    |
| 1987        | CBS Summer Playhouse             | Jamie                    | 1 episod                               |
| 1993        | Beverly Hills, 90210             | Ziaristă liceană         | Episod: „Something in the Air”         |

## Nominalizări
| Anul | Premiu             | Rezultat     | Categorie                                                                         | Film sau serial      |
| ---- | ------------------ | ------------ | --------------------------------------------------------------------------------- | -------------------- |
| 1983 | Young Artist Award | Nominalizată | Best Young Motion Picture Actress                                                 | Savannah Smiles      |
| 1984 | Young Artist Award | Nominalizată | Best Young Actress in a Comedy Series                                             | Gun Shy              |
| 1985 | Young Artist Award | Nominalizată | Best Young Actress - Guest in a Television Series                                 | The Mississippi      |
| 1986 | Young Artist Award | Nominalizată | Exceptional Performance by a Young Actress in a Television Special or Mini-Series | A Summer to Remember |